# Pieter Cornelisz. Spaans
Pieter Cornelisz. Spaans (gedoopt te Avenhorn, 4 maart 1804 - aldaar, 15 augustus 1870) was een Nederlands politicus.
Spaans was schipper in Avenhorn. Van 1856 tot 1866 was hij burgemeester van deze plaats annex gemeente.
Zijn zoon Cornelis Pietersz. Spaans was later eveneens burgemeester van Avenhorn.